# Jewno Fischelewitsch Asef

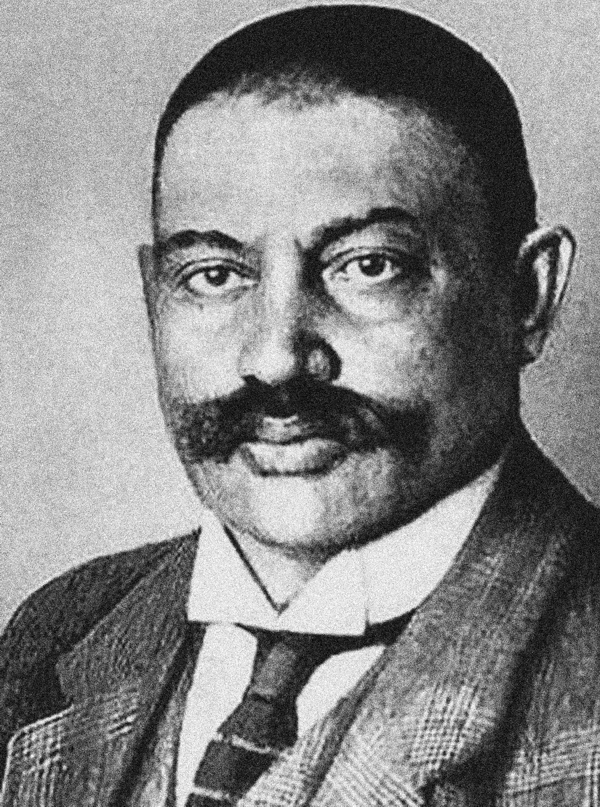
Jewno Asef

Jewno Fischelewitsch Asef (auch Evno Asew, auch Eugen Asef, russisch Евно Фишелевич Азеф; * 1869 in Lyskowo, Gouvernement Grodno; † 24. April 1918 in Charlottenburg) war ein russischer Terrorist und Polizeispitzel. Er war Mitbegründer der gegen das Regime des Zaren gerichteten Sozialrevolutionären Partei und war an einer Vielzahl von Attentaten gegen Repräsentanten der zaristischen Regierung beteiligt. Gleichzeitig war er insgeheim als Agent Provocateur für die zaristische Geheimpolizei Ochrana tätig, an die er seine Komplizen auslieferte.

## Leben
Asef wurde 1869 als Spross einer armen jüdischen Familie geboren. Nachdem er die Volksschule abgeschlossen hatte, arbeitete er zunächst als Journalist und als reisender Händler. Während dieser Zeit schloss er sich offenbar der revolutionären Opposition gegen das Zarenregime an. Als er 1892 verhaftet werden sollte, veruntreute er einen Betrag von 800 Rubeln und setzte sich nach Deutschland ab, wo er zunächst in Karlsruhe lebte und danach in Darmstadt ein Studium der Elektrotechnik begann. Zudem lernte er dort Sergei Subatow, einen Oberst der Ochrana, kennen, der ihn als Polizeispitzel anwarb.
Gleichfalls in Deutschland machte er die Bekanntschaft einiger Mitglieder der Sozialdemokratischen Arbeiterpartei, die aus Russland hatten fliehen müssen. Er schloss sich dieser Partei an und reiste bald durch ganz Europa, um andere Mitglieder zu treffen. 1899 kehrte er nach Russland zurück und trat dort in die Sozialrevolutionäre Partei ein. Innerhalb der Partei stieg er schnell auf und wurde Mitglied des Zentralkomitees. 1903 trat er schließlich die Nachfolge Grigori Gerschunis als Kopf des bewaffneten Arms der Partei an, dem auch Boris Sawinkow angehörte. Asef wurde so der Anführer des terroristischen Ablegers der Sozialrevolutionären Partei. In dieser Position war er an der Organisation von Mordanschlägen beteiligt. Die bekanntesten Attentate unter seiner Führung sind die Ermordung des russischen Innenministers Wjatscheslaw von Plehwe im Jahre 1904 und das von Iwan Kaljajew verübte Attentat auf den Großfürsten Sergei Romanow, einen Onkel des Zaren, im Jahre 1905.
Bis 1908 spielte Asef eine Doppelrolle als revolutionärer Mörder auf der einen und als Polizeispitzel mit einem Gehalt von 1000 Rubel pro Monat auf der anderen Seite. Zwar wiesen Sympathisanten innerhalb der Polizei die Genossen Asefs auf dessen Rolle hin, doch wurde diesen Informationen kein Glauben geschenkt; sie wurden als schädliche Propaganda abgetan.

### Entdeckung
Letztlich beschloss der Sozialrevolutionär Wladimir Burzew, der wahrscheinlich von einem abtrünnigen Polizisten misstrauisch gemacht wurde, der Sache auf den Grund zu gehen. Er begann eine eingehende Untersuchung, die am Ende zu einem Gespräch mit dem ehemaligen Leiter einer Abteilung der Polizei führte. Dieser bestätigte, dass Asef bereits seit Jahren für die Polizei tätig war.
Als Burzew das Ergebnis seiner Untersuchungen gegen Asef im Februar 1909 innerhalb der Partei bekannt machte, wurde in Paris ein Ehrengericht gegen Asef einberufen, um über dessen Vergehen zu befinden. Man ließ ihn jedoch für eine Nacht nach Hause gehen, nachdem er versprochen hatte, am nächsten Tage Beweise vorzulegen, die seine Unschuld belegen sollten. Statt am nächsten Morgen wieder vor dem Gericht zu erscheinen, entzog sich Asef der drohenden Rache seiner Genossen durch eine erneute Flucht nach Deutschland. Seine Ehefrau Ljuba Mankin, die nichts von seiner Arbeit für die Polizei geahnt hatte, ließ sich daraufhin von ihm scheiden und reiste in die Vereinigten Staaten.

### Letzte Jahre
In Deutschland lebte Asef mit einer Sängerin zusammen und schlug sich als Miederwarenhändler und Börsenspekulant durch. Während des Ersten Weltkrieges wurde er als feindlicher Ausländer interniert. In der Gefangenschaft entwickelte sich bei ihm eine Nierenkrankheit und er wurde im Dezember 1917 aus der Haft entlassen.
Asef starb völlig verarmt am 24. April 1918 im Krankenhaus Westend. Er wurde in einem unmarkierten Grab auf dem Friedhof Wilmersdorf bestattet.

## Bewertung
Die Hintergründe für Asefs Handeln und seine wahren Absichten bleiben im Dunkeln. Zwar verriet er seine Parteigenossen gegen Geld, doch wirkte er auch bei der Ermordung hochrangiger Mitglieder des Zarenregimes mit. Selbst nach den Maßstäben der Ochrana dürfte die Ermordung eines Onkels des Zaren für eine verdeckte Operation zu weit gegangen sein. Dennoch hielt die Ochrana an Asef fest; vielleicht weil auch sie von Asef betrogen wurde. Bei einer Beurteilung wäre wohl zu berücksichtigen, dass bei einem Leben im Untergrund auch Kontakte zur Gegenseite nützlich sein können. So wurden auch Stalin und sogar Lenin Kontakte zur Ochrana nachgesagt. Nach seiner Enttarnung als Polizeispitzel soll Asef sich gegenüber einem Komplizen dahingehend geäußert haben, dass er auch den Zaren getötet haben würde, wenn er auch nur den Hauch einer Chance dazu gehabt hätte. Ein ähnlicher Erfolg gelang der Ochrana mit der Anwerbung Roman Malinowskis, der die Bolschewiki unterwanderte.
Hannah Arendt führt Asef in ihrem Buch Element und Ursprünge totaler Herrschaft als beispielhaft für die Karriere von Doppelagenten an: Diese benutzten ihre Stellung in illegalen Organisationen und andererseits im Polizeiapparat, um mithilfe der einen Seite Rivalen auf der jeweiligen gegnerischen Seite auszuschalten.

## Film
- Lockspitzel Asew, 1934 (Fritz Rasp in der Hauptrolle. Regie: Phil Jutzi)